# Мемдель
Мемдель (тат. Мәмдәл) — село в Высокогорском районе Республики Татарстан, административный центр Мемдельского сельского поселения.

## География
Село находится на реке Петьялка, в 31 км к северо-западу от районного центра, посёлка Высокая Гора.
В двух километрах от села расположено озеро Сулянгур.

## История
Первоисточники упоминают о селе с 1602-1603 годов. По другим данным, возможно существование селения в первой половине XVI столетия (период Казанского ханства).
В сословном плане, в XVIII веке и вплоть до 1860-х годов, жителей села причисляли к государственным крестьянам.
Число жителей села увеличивалось с 275 душ мужского пола в 1782 году до 1589 человек в 1926 году. В последующие годы численность населения села постепенно уменьшалась и в 2017 году составила 549 человек. 
В «Списке населенных мест по сведениям 1859 года», изданном в 1866 году, населённый пункт упомянут как казённая деревня Мендели 3-го стана Казанского уезда Казанской губернии. Располагалась при безымянном озере, на торговом Галицком тракте, в 30 верстах от уездного и губернского города Казани и в 28 верстах от становой квартиры в казённой деревне Верхние Верески. В деревне, в 144 дворах жили 1114 человек (578 мужчин и 536 женщин), была мечеть, проводились базары по вторникам.
По сведениям из первоисточников, в начале XX столетия в селе существовали две мечети, медресе. В 2005 году в селе возведена мечеть.
В селе родился Хай Вахит (1918–1978) – драматург, лауреат Государственной премии ТАССР им. Г. Тукая.
Административно, до 1920 года село относилось к Казанскому уезду Казанской губернии, с 1965 года относится к Высокогорскому району Татарстана.

## Экономика и инфраструктура
Полеводство, животноводство; эти виды деятельности, а также некоторые промыслы, являлись основными для жителей села также и в XVIII-XIX столетиях.
В селе действуют средняя школа, дом культуры, амбулатория.